# Klingavälsån
Klingavälsån (Klingavallsån, Klingvallsån, Klingaå) er en å og et vådområde i den sydlige del af Skåne, og tilløb til Kävlingeån.
Længden var oprindelig 37 kilometer men efter udretning i 1940'rene er den nu noget kortere. Afvandingsområdet er 240 km². Vandgennemstrømningen varierer mellem 0,5 m³/s om sommeren og 10 m³/s om vinteren.
Klingavälsån er afløb fra Sövdesjön, syd for Sjöbo, men afvander via denne også Snogeholmssjön og Ellestadssjön.
Desuden får åen vand fra en mængde mindre vandløb som strømmer ned fra Romeleåsen i syd. 
Fra Sövdesjön løber åen hovedsagelig i i nordvestlig retning til den drejer mod nord over Vombsjöns enge og løber ud i Kävlingeån. 
Hela åens løb inklusive Sövdesjön er beskyttet under Ramsar-konventionen, og 2.172 ha af åens omgivelser er omdannet til naturreservat.